# Hällungen
Hällungen ook wel Stora (Nederlands: groot) Hällungen is een meer in het Zweedse landschap Bohuslän. Het meer ligt in de gemeente Stenungsund, van deze gemeente is het meer het grootste meer. Het meer heeft een oppervlakte van 6,2 km² en een maximum diepte van 24,5 meter. Aan de noord oever van het meer ligt de plaats Svenshögen.
De reden dat het meer ook wel Stora Hällungen wordt genoemd is om het meer te onderscheiden van het naar bijgelegen meer Lilla (Nederlands: klein) Hällungen.
Het meer is een populair meer om in de te zwemmen er liggen verschillende stranden aan het meer.